# Jennifer McCann
Jennifer McCann (...) è una politica britannica eletta nel 2007 presso l'Assemblea dell'Irlanda del Nord, nelle file del partito Sinn Féin.

## Biografia
Nata a Belfast e residente nel quartiere di Twinbrook, alla periferia occidentale della città, dopo essere entrata nell'IRA fu incarcerata all'età di ventidue anni per aver sparato a un agente di polizia della Royal Ulster Constabulary. Per questo fatto fu condannata a venti anni di reclusione e ne scontò più di dieci. Amica di Bobby Sands, anche lui di Twinbrook, è citata anche nel libro di Sands One day in my life (in italiano "Un giorno della mia vita", edito da Feltrinelli).
Uscita dal carcere comincia a lavorare con il Sinn Féin POW Department, che si occupa dei POWs (prisoners of war), i prigionieri di guerra, come sono considerati i detenuti dell'IRA dai Repubblicani. In seguito si occupa di progetti per lo sviluppo della zona di Twinbrook/Colin.